# Matěj Stropnický

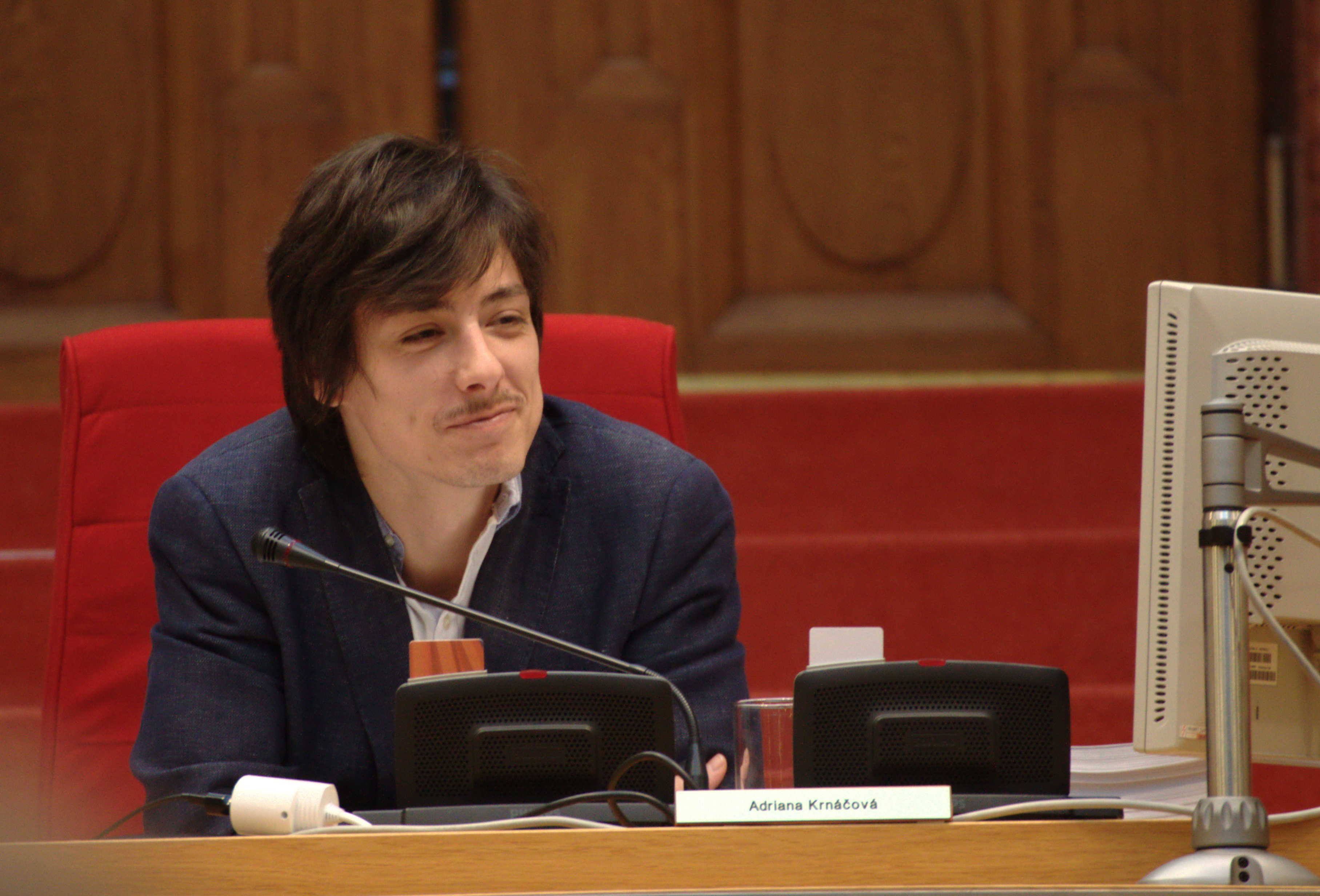
Matěj Stropnický (Februar 2015)

Matěj Stropnický (* 18. September 1983 in Prag) ist ein tschechischer Politiker und Filmschauspieler.

## Leben
Matěj Stropnický wurde als Sohn des Politikers und Diplomaten Martin Stropnický und dessen Frau, der Autorin Lucie Stropnická geboren. Sein Vater war unter anderem von 1998 bis 2002 tschechischer Botschafter in der Vatikanstadt. Aufgrund der Tätigkeit seines Vaters musste die Familie oft den Wohnort wechseln und lebte in den 1990er Jahren unter anderem in Lissabon und Rom. Nach seinem Schulabschluss am Französischen Lyzeum in Prag schrieb er sich an der Karls-Universität Prag ein, wo er Journalismus und Politikwissenschaften studierte. Nach seinem Master-Abschluss war Stropnický drei Jahre lang Redaktionsmitglied bei einer Prager Tageszeitung.
Stropnický ist gelegentlich als Schauspieler tätig. 2008 übernahm er die Hauptrolle im Liebesfilm Máj von Regisseur F. A. Brabec. 2011 stand er als Don Gaspar De Procida in drei Episoden der Fernsehserie Borgia vor der Filmkamera.
Im Herbst 2017 bekannte sich Stropnický zu seiner Homosexualität. Gleichzeitig gab er seine Beziehung mit dem um elf Jahre jüngeren tschechischen Schauspieler Daniel Krejčík (* 1994) bekannt.

## Politik
Matěj Stropnický war Mitglied der grünen Partei Strana zelených. 2006 kandidierte er erfolglos für ein Mandat im tschechischen Abgeordnetenhaus. Zu seinem politischen Programm zählte das Verhindern der von den USA beabsichtigten National Missile Defense auf tschechischem Grund. Auch engagierte sich Stropnický für den raschen Abzug tschechischer NATO-Soldaten aus dem Irak.
Von 2006 bis 2018 saß Stropnický für die Strana zelených im Gemeinderat von Prag.
Er war Vorsitzender der Grünen seit dem 23. Januar 2016. Nach der Abgeordnetenhauswahl in Tschechien 2017 erklärte er am 21. Oktober 2017 seinen Rücktritt.
Im April 2018 kündigte er an, nicht mehr bei den Kommunalwahlen im Oktober 2018 anzutreten. Stropnický verließ die Partei im Juni 2020.